# Даурський заповідник
49°50′ пн. ш. 115°29′ сх. д. / 49.84° пн. ш. 115.49° сх. д.
Даурський заповідник (рос. Даурский заповедник) — природний заповідник, розташований у південній частині Забайкальського краю, Росія.
Є об'єктом Світової спадщини ЮНЕСКО «Ландшафти Даурії», що має у своєму складі, крім російської, також монгольську частину Даурського степу.

Заповідник створений в 1987 році для охорони сухих степів і водно-болотних угідь Південного Сибіру. Примикає до біосферного заповідника Дорнод у Монголії, що має площу 8 429 072 га степу безпосередньо на півдні.

Заповідник має площу 222 965,00 га, з яких близько 173 201,00 га становлять буферну зону.
Основна площа становить близько 49 764,00 га і розділена на 9 ділянок.
Буферна зона заповідника охоплює Торейські озера: Барун-Торей і Зун-Торей.
Одним з організаторів і першим директором заповідника протягом 1987—1996 років був київський зоолог Михайло Головушкін.

## Екорегіон і клімат
Даурський заповідник розташований в екорегіоні Даурський лісостеп, смуги лук, чагарників та мішаних лісів на північному сході Монголії та частині Сибіру, Росія.
Клімат Даурського заповідника — субарктичний, з сухою зимою (за класифікацією клімату Кеппена Субартичний клімат (Dwc)). Цей клімат характеризується м'яким літом (лише 1-3 місяці вище 10 °C (50,0 °F)) і холодною зимою з місячними опадами менше однієї десятої найвологішого літнього місяця.

## Флора і фауна
Фауна хребетних налічує 48 видів ссавців, 317 видів птахів, 3 види рептилій, 3 види земноводних і 4 види риб.
Крім того, існує близько 800 видів комах.
У заповіднику також існує 1 колонія рідкісного Iris potaninii.
.
Ссавцями заповідника, включеними до Червоного списку МСОП, є Procapra gutturosa, манул та даурський їжак.
Для забезпечення міграції дзеренів між Росією та Монголією нещодавно в цьому районі створено новий заказник — Долина дзеренів.